# Psammomys
Psammomys là một chi động vật có vú trong họ Muridae, bộ Gặm nhấm. Chi này được Cretzschmar miêu tả năm 1828. Loài điển hình của chi này là Psammomys obesus Cretzschmar, 1828.

## Các loài
Chi này gồm các loài: